# ديبك (ماكو)
ديبك هي قرية في مقاطعة ماكو، إيران. يقدر عدد سكانها بـ 85 نسمة بحسب إحصاء 2016.